# Andrea Di Cintio
Andrea Di Cintio (Pescara, 16 agosto 1971) è un allenatore di calcio ed ex calciatore italiano.

## Carriera

### Giocatore
Gioca nel ruolo di difensore centrale, adattandosi da terzino. Cresce nell'Atalanta, con cui esordisce in Serie A nella stagione 1988-1989: il 9 aprile 1989 in Pescara-Atalanta 1-1. In questa stagione scende in campo con i nerazzurri in 2 occasioni.
L'anno successivo, ancora tra le file dell'Atalanta, fatica a ritagliarsi spazio e, durante la sessione autunnale della campagna acquisti (ottobre 1989), si trasferisce al Palazzolo in Serie C2.
Per la successiva stagione è ceduto al Cosenza, in Serie B, con cui disputa 20 partite che gli consentono di mettersi in luce, ottenendo con i rossoblu la salvezza nello spareggio vinto contro la Salernitana. Passa al Piacenza, dove nel 1993 ottiene la promozione in Serie A, prima storica dei biancorossi, alternandosi nel ruolo di terzino destro con Roberto Chiti. L'esperienza nel massimo campionato dura un anno: gli emiliani retrocedono immediatamente. L'anno successivo, ancora con il Piacenza, vince il campionato cadetto conquistando una nuova promozione in Serie A.
Terminata l'esperienza a Piacenza, passa all'Atletico Catania e poi, nel corso della stessa stagione, al Fiorenzuola, entrambe in Serie C1.
Nel 1996 è acquistato dal Modena, con cui, in quattro campionati di Serie C1, sfiora le 100 presenze. Gli ultimi anni lo vedono vestire le maglie di Alessandria (Serie C1), Sassuolo e Mestre (entrambe in Serie C2). Chiude la carriera come allenatore-giocatore: nel 2003-2004 al River, formazione dilettantistica piacentina di Prima Categoria, e l'anno successivo con il Pro Piacenza, che gli affida la scuola calcio.
Ha collezionato in totale 8 presenze in Serie A (2 con l'Atalanta, 6 con il Piacenza).

### Allenatore
Terminata la carriera agonistica, passa alla prima squadra del Pro Piacenza, dal 2007 al 2011 è alla guida della squadra Allievi del Piacenza.
Nel mese di luglio 2011, Di Cintio ricopre la carica di allenatore del Piacenza insieme a Sergio Volpi; entrambi vengono sostituiti dall'ex allenatore della Primavera Massimo Cerri il 5 agosto 2011.
Terminato l'incarico con la prima squadra, torna ad allenare gli Allievi fino a fine stagione, quando la società è dichiarata fallita. Nell'estate 2012 diventa responsabile tecnico delle giovanili dell'Atletico BP Pro Piacenza, in Serie D; l'anno successivo è sostituito da Daniele Moretti.
Dal 2014 è vice allenatore dei Giovanissimi Regionali A dell'Atalanta, allenando poi varie giovanili atalantine.

## Palmarès

### Giocatore

#### Competizioni nazionali
- Serie B: 1

Piacenza: 1994-1995